# 奧韋拉縣

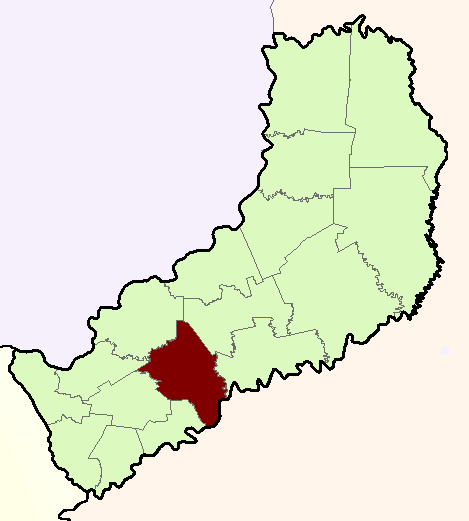

27°29′5″S 55°7′13″W / 27.48472°S 55.12028°W
奧韋拉縣（西班牙語：Departamento Oberá）是阿根廷的一个縣份，位於該國東北部米西奧內斯省的南部，是该省17个县之一。首府設於奧韋拉，面積1,620平方公里，2010年人口107,501，人口密度每平方公里66.36人。
它的北部是聖伊格納西奧縣，东部是凱恩瓜斯縣和五月二十五日縣，南部是聖哈維爾縣和巴西，西部是萊昂德羅阿萊姆縣和坎德拉里亞縣。

## 居民
奧韋拉縣自称为“国家移民首都”（西班牙語：Capital Nacional del Inmigrante），当地的居民是从其它国家来的移民组成的，其中的移民来自瑞士、瑞典、芬兰、德国、加利西亚、日本、波兰和阿拉伯。每年9月县内举办“国家移民节”（西班牙語：Fiesta Nacional del Inmigrante）。